# Station Czatkowy
Station Czatkowy is een spoorwegstation in de Poolse plaats Czatkowy.